# Partisans Bielski
Pour les articles homonymes, voir Bielski.
Les partisans Bielski sont un groupe de partisans juifs (en russe : Бельский Отряд ; en polonais : Bielski Otriad ; en français : le détachement Bielski) qui a sauvé d'autres Juifs de l'extermination et a lutté contre les occupants nazis dans les environs de Nowogródek et près du ghetto de Lida en Biélorussie, lors de l’occupation de la région par le Troisième Reich, entre les étés 1941 et 1944.
Sous leur protection, environ 1 200 Juifs ont survécu à la Seconde Guerre mondiale, ce qui en fait l'une des plus efficaces missions de sauvetage de l'Holocauste. Ils représentent un exemple de ce que fut la résistance juive pendant la Shoah. Le groupe a passé près de trois ans dans la forêt de Naliboki et a été organisé à l'initiative de quatre membres de la nombreuse fratrie Bielski : l’aîné Tuvia (en), 35 ans en 1941, le cadet Asael (en), Alexandrov (dit Zus) et Aron, le benjamin âgé de 12 ans en 1941.
Cette histoire a été adaptée en 2008 par le réalisateur Edward Zwick dans le film Les Insurgés, à partir du roman « Defiance » de l’universitaire américaine d’origine juive polonaise Nechama Tec.

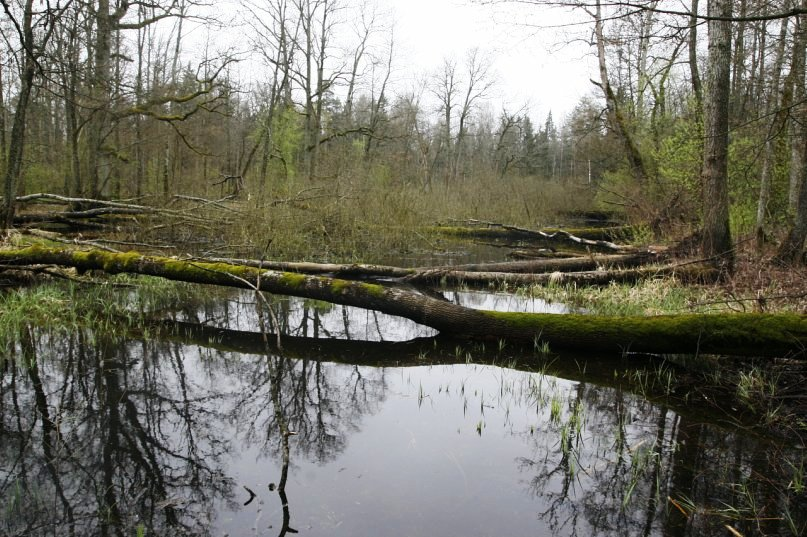
Nalibotskaya Pushcha. La forêt de Naliboki.

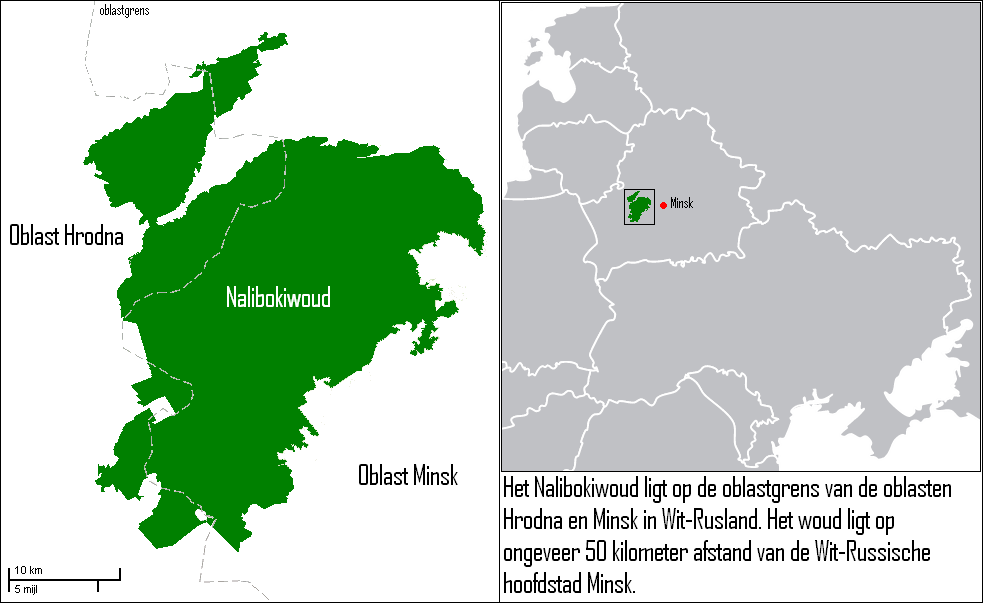
Carte de la forêt de Naliboki en Biélorussie à 50 km à l'ouest de Minsk, au fond duquel se trouvait le refuge des partisans Bielski. Auteur : Wobuzowatsj.

## Avant 1941
À l'origine des partisans Bielski se trouvent quatre frères (Tuvia, Asael, Alexandrov aussi appelé Zusia ou Zus, et Aron), qui ont créé un détachement de partisans à l'époque de la Seconde Guerre mondiale en Biélorussie.
Aron n'était toutefois âgé que de 12 ans, en 1941, et a eu un rôle plus restreint consistant surtout à observer et transmettre des informations.
Les grands-parents des frères Bielski, au XIXe siècle, habitaient le village de Stankiewicze, situé entre les villes de Lida et Novogroudok, non loin de la forêt de Naliboki (en russe : Nalibotskaya Pushcha). C'était la seule famille juive du village.
Au début du XXe siècle, la famille de David et Bella, les parents Bielski, vécut l'occupation allemande jusqu'à la fin de la Première Guerre mondiale. Ils vécurent ensuite sous le gouvernement de la Pologne puis, après le 17 septembre 1939, devinrent citoyens soviétiques après le partage de la Pologne entre les Soviétiques (pour l’Est) et les Allemands (pour l’Ouest), selon les termes du Pacte germano-soviétique. Il y avait 11 enfants dans la famille de David et Bella. Les rapports avec les voisins n'étaient pas toujours paisibles : parfois, les frères Bielski devaient user de la force, pour préserver la propriété de leurs terres.
Tuvia (en) (1906-1987), le fils aîné, étudia au heder, l'école juive, puis dans l’enseignement public polonais. Il connaissait 6 langues : le yiddish, le russe, le biélorusse, le polonais, l'hébreu et l'allemand. Il servit dans l'armée polonaise et y devint sous-officier. De ses parents, il reçut en héritage un petit magasin.
Asael (en) et Alexandrov (Zus), les deux frères cadets de Tuvia, furent appelés dans l'Armée rouge après l’annexion de la partie est de la Pologne par l'URSS.
Avant l'invasion de l'URSS par les Allemands (juin 1941), le commissariat aux affaires intérieures de l'URSS, le NKVD, commença à rechercher des « éléments bourgeois » dans la population pour les déporter en Sibérie. Tuvia, futur propriétaire d’un magasin car il figurait dans son héritage, fut classé dans cette catégorie. Après que son magasin fut nationalisé, il comprit que, bientôt, ce serait son tour d'être inquiété : il quitta alors son village pour trouver ailleurs un emploi d'aide-comptable.

## Création du détachement
Après l'invasion des forces armées allemandes en Biélorussie durant l'été 1941, et le début des massacres par les Einsatzgruppen à l'encontre de la population juive, Tuvia (en), et des membres de son entourage, ainsi que ses frères cadets Asael (en) et Zus, créèrent un détachement de partisans juifs à proximité du village familial.
Les nazis fusillèrent à l'été 1941 deux des autres frères Bielski : Jacob et Abraham. Le 7 décembre 1941, les parents et la sœur cadette des Bielski, et également Silla (l'épouse d'Alexandrov) ainsi que leur nouveau-né, une petite fille, furent fusillés avec 4 000 Juifs des environs. Le frère cadet, Aron, âgé de 12 ans, échappa par miracle au massacre et rejoignit ses frères aînés près du village.
Les frères Bielski réussirent à convoyer jusqu'au bois une partie de la famille et constituèrent ainsi l'ossature du futur détachement : avec 17 personnes seulement et, comme seule arme, un pistolet au chargeur à demi rempli. Ils choisirent Tuvia comme chef.
En août 1942, à la suite de l'arrivée d'un grand nombre de personnes du ghetto de Novogroudok, le détachement s’agrandit et le nombre des participants atteignit 250 personnes. À l'automne 1942, le détachement Bielski commença la lutte active et affirma sa réputation auprès des partisans. Tuvia Bielski se fit remarquer par ses aptitudes de décision et direction. Tout cela joua un grand rôle dans la reconnaissance du détachement Bielski par les autres groupes de partisans soviétiques. En février 1943, le détachement Bielski fut inclus dans le détachement « Octobre » de la brigade Lénine.

## Actions du détachement
La structure du détachement se présentait comme suit, :
- Tuvia Bielski (en), commandant, chef du détachement ;
- Asael Bielski (en), chef du groupe de combat, responsable des reconnaissances de terrain ;
- Alexandre Bielski (Alexandrov ou Zus), adjoint pour la reconnaissance du terrain, responsable de la défense armée ;
- Aron Bielski, agent de liaison avec les autres détachements de partisans, le ghetto et ceux qui aidaient les Juifs à fuir le ghetto et à s'associer à l'action des partisans ;
- Lazare Malbine, chef d'état-major (à partir du 25 mars 1944 — I.V.Chemiatoviets) ;
- Salomon Volkobycky, chef de détachement spécial ;
- Tankhel Gordone, adjoint pour la partie politique (à partir de janvier 1944) ;
- Éliakhou Bliakhier, adjoint du commandant.

Tuvia, qui pratiquait plusieurs langues sans accent et pouvait passer aisément du côté des non-Juifs, se rendait souvent dans le ghetto voisin, exhortant les Juifs à s'enfuir dans la forêt. Il acceptait tous les Juifs, y compris les femmes, les vieillards et les enfants. Il n'en reste pas moins que le détachement se présentait comme une force de combat que tous leurs interlocuteurs, hostiles ou non, devaient prendre au sérieux : les Allemands, les autres partisans soviétiques, la population environnante.
Tuvia considérait le problème du sauvetage du plus grand nombre de Juifs comme étant l'essentiel de sa mission. Malgré leur haine des nazis, les frères Bielski partaient du principe que « mieux [valait] sauver une vieille Juive que de tuer dix soldats allemands ».

Aux membres du ghetto de Lida qui les rejoignaient, Tuvia Bielski disait :
«  Amis, c'est un des plus beaux jours de ma vie. Voici les joies de pareils moments que je vis : regardez combien de gens on a pu sortir du ghetto ! Je ne peux rien vous promettre. Nous essayons de survivre, mais nous pouvons mourir. Et nous tenterons de conserver la vie le plus longtemps possible. Nous acceptons tout le monde et ne rejetons personne, ni les vieillards, ni les enfants, ni les femmes. Nous sommes à l’affût de tous les dangers, mais si notre sort est de mourir, nous voulons au moins mourir comme des hommes. »
Le détachement considérait comme sien toute la communauté qu'on surnommait la « Jérusalem des bois ». Dans le détachement se trouvaient des forgerons, des boulangers, une tannerie, des bains publics, un dispensaire et une école. Il y avait des vachers, des musiciens, des potiers, des cuisiniers, des tailleurs. Le culte était assuré par le rabbin David Brouk.
Les partisans Bielski vivaient dans des caches. Celles qui n'étaient pas occupées pour des opérations de combat servaient à réparer des armes, coudre des vêtements et réaliser des services divers pour les autres groupes de partisans soviétiques, ceci en échange de munitions, nourriture et médicaments. Les saboteurs du détachement Bielski étaient considérés parmi les meilleurs et avaient la considération des autres groupes de partisans.
Par la suite, comme l’effectif des partisans Bielski s'accrut jusqu'à 750 personnes, au printemps 1943 furent constitués le détachement « Ordjonikidze » et une nouvelle brigade nommée « Kirov ». Les relations entre les partisans (juifs, soviétiques, polonais, biélorusses) n'étaient pas toujours bonnes. Cependant, personne n'osait courir le risque de provoquer les membres du détachement Bielski. Les frères pouvaient rapidement mobiliser plus de cent combattants armés, prêts à se défendre contre n'importe quelle agression. Le détachement trouva aussi des appuis du côté de Basile Tchiernychiov, secrétaire du comité clandestin du parti communiste de Biélorussie à Baranavitchy et également du côté de Victor Panchenkov, un officier russe coupé du gros des forces soviétiques au moment de l'invasion de juin 1941, et qui devint maquisard avec quelques soldats isolés comme lui.
Un des problèmes les plus importants était de trouver de la nourriture pour un aussi grand nombre de personnes en forêt. Les paysans commencèrent à collaborer avec les partisans quand ils comprirent que les Bielski n'étaient pas « un gibier pour la chasse » : en effet, lorsqu'un paysan des environs dénonçait un groupe de Juifs, les partisans Bielski se vengeaient en tuant toute sa famille et en incendiant sa maison. De la sorte, les partisans Bielski furent réputés pour ne pas rester passifs face à la collaboration biélorusse avec les Allemands.
D'autres détachements de partisans capturèrent parfois des Juifs qui fuyaient le ghetto, et il y eut des cas où ils les reconduisirent au ghetto, vers une mort certaine, Parfois, ils en fusillèrent.
Les Allemands attaquèrent le camp à plusieurs reprises ; les partisans s'enfuyaient alors, mais il y eut parfois des combats sévères pour leur résister. Notamment, une grande opération anti partisans débuta le 15 juillet 1943 : le détachement se réfugia alors dans une petite île au milieu des marais, où les Allemands ne purent les atteindre,.
À la suite de cela, le détachement se divisa en une section « familiale » et une section « combattante ». Le camp « familial » comptait alors approximativement 700 personnes et s'appelait « détachement Kalinine », installé dans la forêt de Nalibotska et placé sous la direction de Tuvia (en). Les combattants, sous la direction d'Alexandre (Zus), formaient le « détachement Ordjonikidze » et s'installèrent dans la région de Stankevich. Asael (en) dirigeait la section des éclaireurs, au sein de la brigade « Kirov ».
L'attaque la plus violente  contre le détachement eut lieu la veille de la libération de la Biélorussie par l'Armée rouge, le 9 juillet 1944. Des Allemands, qui battaient en retraite, furent pris à partie par les partisans ; ils réagirent alors vigoureusement : il y eut des dizaines de blessés et dix tués. Le jour suivant, l'Armée rouge pénétrait dans la forêt de Naliboki.

### Bilan
Les Bielski réussirent à sauver 1 237 Juifs de l'extermination. Les quatre frères restèrent dans le maquis jusqu’à la libération de la Biélorussie par l'Armée rouge. Tuvia fut convoqué à Minsk pour rendre compte des actions du détachement.
Comme l'écrit l’historien David Meltser, le détachement « fit dérailler 6 trains militaires en partance pour le front, [.,,] exploser 20 voies ferrées et ponts routiers, [conduisit] 12 affrontements directs ou en embuscade, [détruisit] 16 véhicules à chenille et les soldats à bord, et en tout plus de 250 soldats et officiers ». Zus Bielski tua personnellement 47 soldats nazis et collaborateurs. Pour la capture de Tuvia, les Allemands avaient proposé une récompense de 100 000 Reichsmarks,.

## Après la dissolution du maquis et après la guerre
En 1944, après la libération de la Biélorussie, Asael (en) fut incorporé dans l'Armée rouge avec une partie des membres du détachement. Il mourut lors de la bataille de Königsberg (aujourd’hui Kaliningrad) quelques jours avant la fin de la guerre, moment où Chaja qu’il avait épousée dans le maquis vivait son dernier mois de grossesse.
Selon certaines sources, après 1945 Tuvia (en) et Zus firent l'objet de poursuites de la part du NKVD et furent contraints, pour y échapper, de s'enfuir en Pologne. Mais comme les Polonais considéraient les partisans juifs en zone soviétique avec animosité[réf. nécessaire] (voir la section suivante sur le massacre des habitants pro-polonais de Naliboki (en)), les deux frères décidèrent de rejoindre la Palestine, où ils vécurent à Ramat-Gan et Holon. Après la création de l'État d'Israël, Tuvia et Zus prirent part à la guerre israélo-arabe de 1948-1949.
Après la guerre d’indépendance d’Israël, comme ils parvenaient péniblement à subsister, Zus, Tuvia, Aron et leur famille choisirent en 1955 d’émigrer aux États-Unis. Ils s'installèrent dans le quartier de Brooklyn, à New York. Tuvia devint chauffeur de poids lourd et Zus créa une petite entreprise de taxi.
L'été 1986, les personnes sauvées par les frères Bielski organisèrent un banquet en leur honneur à l'hôtel Hilton de New-York. Six cents personnes applaudirent, debout, Tuvia Bielski pour son 80e anniversaire. Tuvia mourut un an plus tard : il fut enterré dans le cimetière juif de Long Island, mais son corps fut transféré l’année suivante au cimetière Har HaMenuchot sur le mont des Répits à Jérusalem. La traduction en anglais des mémoires de Tuvia, qu’il avait écrites en yiddish, fut publiée vingt-cinq ans plus tard, en 2011. Zus Bielski mourut quant à lui en 1995. Le plus jeune des quatre frères, Aron né en 1930, poursuivit sa vie à Miami, où il vivait encore en 2021. 
Les Bielski ne reçurent jamais de décoration officielle.
Parmi les personnes directement sauvées par les Bielski, il en subsistait vingt-neuf fin 2008. Les descendants de ceux qui furent sauvés étaient alors plusieurs dizaines de milliers.
Le fils de Tuvia, Robert Bielski, disait de son père :
« 
Quand il était à une noce ou à Bar Mitzvah, il essayait toujours de voir les enfants ou petits-enfants des familles qui avaient été sauvées et qui n'auraient eu aucune chance de survie, sans cela.
 »

## Que sont devenus les Bielski et leurs descendants?
En 1955 pour des raisons économiques, les trois frères survivants et leurs familles ont quitté Israël pour les États-Unis.
Tuvia Bielski (en) (1906-1987) a eu deux fils, Michael et Robert, une fille Ruth, qui lui ont donné des petits-enfants.
Asael Bielski (en) (1908-1945) a eu une fille  Assaela née en 1945 de son épouse Chaya, quelques jours après qu’il meure au combat dans l’Armée rouge où il avait été incorporé six mois plus tôt.
Alexandre Bielski (Zus, 1912-1995) a eu deux fils retournés en Israël, en octobre 1973, combattre pendant la guerre du Kippour.
Un petit-fils de Zus, Ilan Bielski, a terminé ses études universitaires aux États-Unis, en 2008, puis est parti en Israël faire son service militaire dans les parachutistes. Deux autres petit-fils de Zus sont aussi dans l'armée israélienne et un autre, encore, est réserviste.

## Accusations de participation au massacre de villageois pro-polonais à Naliboki
Des accusations de crimes de guerre ont été formulées à l’encontre de certains partisans Bielski pour le meurtre des habitants du village de Naliboki (en) qui s’est déroulé en mai 1943, à proximité de la forêt de même nom, au fond de laquelle a longtemps séjourné ce groupe de partisans.
Le massacre des villageois a bien eu lieu mais dans un contexte d’opposition entre les divers groupes de partisans.
Les partisans qui luttaient contre les nazis se répartissaient en effet en trois groupes principaux : les Polonais, les Juifs, les Soviétiques. Il existait entre ces différents groupes des opinions divergentes, parfois hostiles, fréquemment sur la base de leurs allégeances politiques. Ces divers groupes étaient présents à proximité des actuelles frontières polonaise, biélorusse, russe. Moscou avait des contacts avec les partisans soviétiques en Biélorussie, mais aussi avec les groupes de partisans juifs. 
Le massacre de Naliboki est un exemple du résultat de ces oppositions entre les résistants de différentes tendances, avec des conséquences désastreuses pour la population biélorusse.
Il s’est agi d’un acte de justice sommaire exécuté par les partisans soviétiques à l'encontre des populations du village biélorusse de Naliboki, le 8 mai 1943. Le nombre de morts s'éleva à 128 personnes, dont trois femmes, quelques adolescents et des enfants d’environ 10 ans. Cette attaque a été la conséquence de la création, par la population locale, d'un détachement d'auto-défense lié à l’Armia Krajowa, la principale organisation de résistance polonaise à l'occupant allemand, à tendance non communiste. Selon l'Institut national de la mémoire de Pologne, il fut demandé à la cellule locale de se soumettre aux directives du centre de commandement des partisans de Moscou, mais elle refusa, ce qui servit de prétexte au raid punitif. La tuerie commença par des échanges de tirs entre les partisans soviétiques et les habitants biélorusses, et s’acheva par un massacre. Ensuite, les partisans soviétiques s'emparèrent de 100 vaches et 70 chevaux du village.
Dans le rapport des partisans soviétiques, il fut indiqué qu'il s'agissait de réduire une garnison allemande d'auto-défense. Il y était aussi précisé que les forces d'auto-défense de Naliboki, en vue de l'armement d'une cellule de l'Armia Krajowa, agissaient sous contrôle des forces d'occupation allemandes et collaboraient avec elles. Ces évènements tragiques de Naliboki furent rappelés à l'attention de l'opinion publique au début du XXIe siècle, lors de la sortie du film de Edward Zwick, Les Insurgés en 2008, consacré aux partisans juifs Bielski, dont certains étaient soupçonnés de ce massacre sur les partisans polonais liés à l’Armia Krajowa.
La commission d'enquête sur les crimes contre le peuple polonais, diligentée par l'Institut polonais de la mémoire, accusa quelques membres du détachement Bielski d’avoir participé au massacre des villageois de Naliboki,.
Cependant, Robert Bielski, le fils cadet de Tuvia (en), et quelques survivants parmi les partisans, indiquèrent que le détachement Bielski ne pouvait avoir le moindre lien avec ce massacre : en effet, le jour du massacre, le détachement se serait trouvé à cent kilomètres du village de Naliboki. Ce n'est en effet qu'en août 1943 que le détachement Bielski réapparut dans la région de Naliboki,. Il est toutefois mentionné ci-dessus que le détachement Bielski (sans préciser s’il s’agissait ou non du seul groupe des familles) avait été chassé par les Allemands de la forêt de Naliboki, en juillet 1943 (donc entre mai et  août), et qu’il s’était alors réfugié dans une île au milieu de marais.
Selon les souvenirs d'un partisan issu du ghetto de Minsk, Léonid Okoune, en 1943 « beaucoup de partisans périrent des suites de cette action des partisans polonais et avec eux commença la guerre ».[pas clair]
Cependant, l’enquête de l’Institut polonais de la mémoire n’apporta pas d’élément concluant pouvant relier le détachement Bielski au massacre de Naliboki.

## Les frères Bielski dans la littérature et au cinéma

### Livres
La vie des Bielski a fait l'objet de plusieurs livres.
- En 1949, Tuvia Bielski (en) édita ses mémoires à Jérusalem en hébreu sous le titre Les Juifs des bois. Le texte complet de ses mémoires, en 394 pages en yiddish, fut découvert dans les archives juives de l'institut d'investigation scientifique YIVO à New York, et sa traduction en anglais fut publiée en 2011[23].
- En 1994, Nechama Tec, professeur de sociologie à l'université du Connecticut, née en Pologne avant la guerre, publia le livre Défi. Les partisans Bielski (sous le titre anglais : Defiance : The Bielski Partisans)[24].
- En 2001, le fils[réf. nécessaire] d'Asael Bielski (en) publia un livre sur son enfance et sur les partisans Bielski[réf. nécessaire].

- En 2002 (pour la version française) :* (fr) Jack Kagan et Dov Cohen, Endlösung- La solution finale et la résistance Bielski en Biélorussie (traduit de l'anglais par Monique Chajmowiez), L'Harmattan, Paris 2002, (ISBN 2-7475-1307-6).

- En 2003, en anglais : Peter Duffy, Les frères Bielski[25].
- En 2004 traduit en français, (fr) : Peter Duffy, les frères Bielski (préface de Simone Veil) traduit de l’anglais par Oristelle Bonis Belfon, Paris, 2004, (ISBN 978-2-7144-3849-2).

Le livre de Nechama Tec se base sur les souvenirs de partisans du détachement Bielski et sur ceux de la famille Bielski, tandis que le livre de Duffy est basé sur des sources documentaires trouvées en Biélorussie, en Israël et aux États-Unis. Nechama Tec écrit qu'elle a plus d'une fois demandé au pouvoir biélorusse de l'aide pour trouver des archives ou se faire envoyer des copies de documents indispensables pour son étude, mais sans jamais recevoir de réponses. Celui de Jack Kagan et Dov Cohen (éditeur L'Harmattan) est écrit par des partisans eux-mêmes installés aux États-Unis après la guerre.

### Films
Trois films ont été inspirés de l'histoire des frères Bielski.
- Un documentaire, The Bielski Brothers, sorti en 1993 en Grande-Bretagne[27].
- En 2006, aux États-Unis, est sorti un téléfilm appelé Les Bielski : Jérusalem dans les bois[28].
- En 2008, en diffusion mondiale est sorti un long métrage hollywoodien d’Edward Zwick, Les Insurgés (en anglais sous le titre Defiance), avec Daniel Craig, Liev Schreiber et Jamie Bell dans les rôles principaux[29]. Le film est basé sur le livre de 1994 de Nechama Tec : Défi. Les partisans Bielski.

## Perpétuation de la mémoire

### Les silences de l'historiographie officielle
Durant les années d'après-guerre, en Biélorussie, l'action des Juifs partisans fut passée sous silence. En particulier dans l'ouvrage officiel Les formations de partisans en Biélorussie durant les années de la Grande Guerre patriotique (juin 1941 - juillet 1944), publiée par l'Institut d'histoire du parti communiste en 1983, il n'est nullement fait mention des frères Bielski, ni de leur détachement. La participation des Juifs aux mouvements de résistance est cachée sous la formule « autres nationalités ». Ceci malgré le fait qu'il existât 14 détachements de partisans juifs dans lesquels luttèrent 1 650 combattants et que, en tout, dans les détachements des partisans de Biélorussie, il y avait entre 10 000 et 15 000 Juifs. Dans l'encyclopédie en un seul volume La Biélorussie dans la Grande Guerre patriotique (1941-1945), parue en 1995, il n'est pas question non plus des Juifs ni des partisans Bielski,.

### Expositions dans des musées
Une exposition permanente, avec des matériaux d'archive éclairant l'action des partisans du détachement Bielski, existe dans la section du musée « United States Holocaust Memorial Museum » à Washington. Il faut citer aussi le « Mémorial de Yad Vashem » (Jérusalem), le musée de Novogroudok (Musée de la résistance juive de Novogroudok),, et encore le « Musée d'histoire et de la culture des Juifs de Biélorussie » à Minsk, et d'autres encore.
Une exposition consacrée aux frères Bielski s'est ouverte en novembre 2008, au « Musée de l'Holocauste de Floride » (anglais : Florida Holocaust Museum),.